# Étude op. 10, no 1 de Chopin

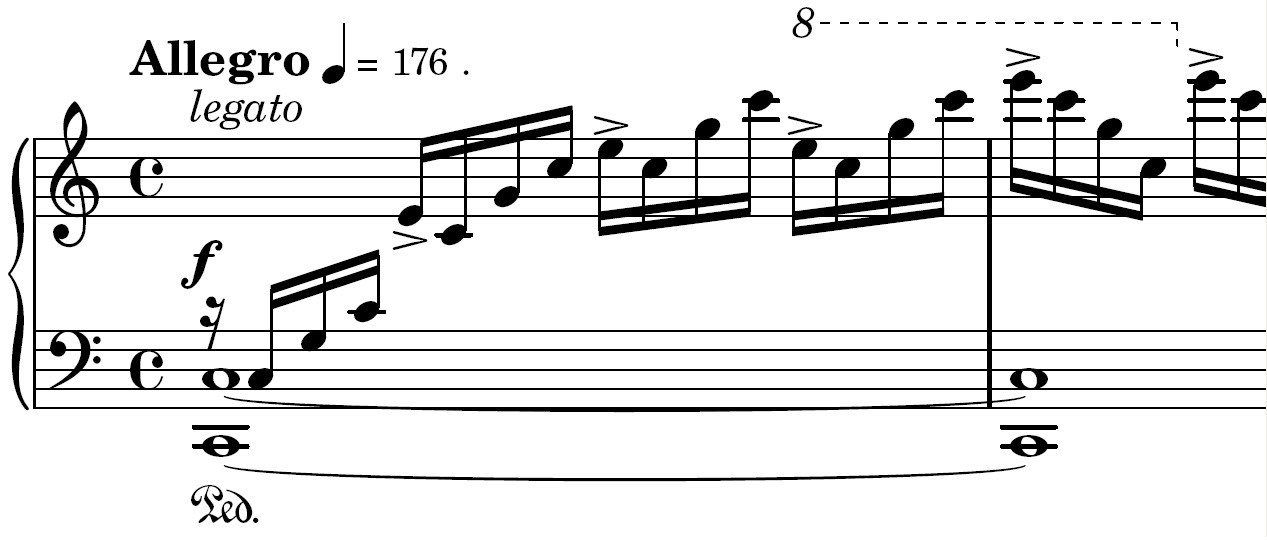
Incipit de l'étude.

L'Étude op. 10, no 1 de Chopin en do majeur, connue sous le nom La Cascade (en anglais Waterfall), est une étude pour piano composée par Frédéric Chopin en 1829. Elle a été publiée pour la première fois en 1833 en France, Allemagne et Angleterre comme première pièce de ses Études, op. 10. Cette étude des portées et des arpèges se concentre sur l'étirement des doigts de la main droite.
Le critique musical américain James Huneker (1857-1921) a comparé le « charme hypnotique » que ces « acclivités et descentes vertigineuses exercent sur l'œil aussi bien que sur l'oreille » aux effrayants escaliers des Prisons  de Piranèse. Le pianiste virtuose Vladimir Horowitz, qui a refusé d'interpréter cette étude en public, a déclaré : « Pour moi, la plus difficile de toutes (les études) est celle en do majeur, la première, opus 10, n° 1 ».

## Structure et traits stylistiques

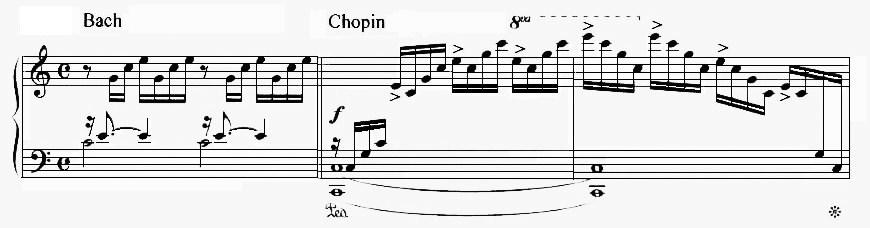
Comparaison du Prelude No. 1 en do majeur (BWV 846) de Bach avec l' Étude Op. 10, No. 1 de Chopin

L'étude, comme toutes les études de Chopin, est de forme ternaire (A-B-A), récapitulant la première partie. La première partie de la section centrale introduit le chromatisme dans la mélodie à l'octave de la main gauche, tandis que la deuxième partie module vers la récapitulation en do majeur par un cycle de quintes étendu. 
James Huneker affirme que Chopin souhaitait commencer «l'exposition de son merveilleux système technique » par une «déclaration squelettique » et compare l'étude à un «arbre dépouillé de son écorce ».

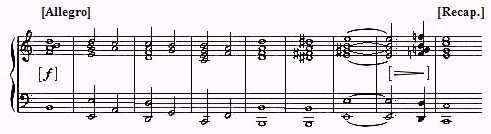
Extrait de la réduction harmonique (mesures 41-49 : cycle de quintes menant à la récapitulation) d'après Carl Czerny

Ses harmonies ressemblent à un choral et sa relation avec le Prélude n° 1 en do majeur (BWV 846) du Clavier bien tempéré de Bach a été notée par le musicologue Hugo Leichtentritt (1874-1951), entre autres. Un exemple fictif des harmonies de Chopin avec la figuration de Bach et vice versa est donné par le musicologue britannique Jim Samson (né en 1946). Une réduction harmonique («ground melody ») de l'œuvre se trouve déjà dans l'école de composition pratique de Carl Czerny.
L'œuvre doit être exécutée à un tempo Allegro. L'indication du métronome de Chopin, donnée dans les sources originales, est MM 176 se référant aux noires. La signature temporelle temps commun est selon les premières éditions françaises, anglaises et allemandes. Une copie par Józef Linowski de l'autographe de Chopin lit alla breve.  Un tempo plus lent (noire = 152) a été suggéré par des éditeurs ultérieurs tels que Hans von Bülow qui craignait qu'à la noire = 176 «la grandeur majestueuse [soit] altérée ». Il n'y a cependant aucune indication de Maestoso par Chopin. Contrairement à l'opus 10, n° 4, qui atteint fff, celui-ci reste en f tout au long du morceau et n'atteint jamais ff. Les arpèges de la main droite et les octaves de la main gauche doivent être joués legato tout au long du morceau. 

## Difficultés techniques
L'élève de Chopin, Friederike Müller-Streicher (1816-1895), cite Chopin : 

« Vous tirerez profit de cette étude. Si vous l'apprenez selon mes instructions, elle élargira votre main et vous permettra d'exécuter des arpèges comme des coups d'archet [de violon]. Malheureusement, au lieu d'enseigner, elle désapprend souvent tout ce que l'on sait. »

Dans l'article de Robert Schumann de 1836 sur les études de piano dans Neue Zeitschrift für Musik, l'étude est classée dans la catégorie « étirements : main droite » (Spannungen. Rechte Hand). La nouveauté de cette étude réside dans ses larges arpèges de la main droite en doubles croches. Ces arpèges non-stop, basés principalement sur des accords de dixième et couvrant jusqu'à six octaves, surpassent les arpèges d'octave plus secs des compositeurs de piano antérieurs tels que Ludwig van Beethoven, Muzio Clementi ou Carl Czerny, tant par la richesse des harmoniques que par la difficulté. La main gauche joue une mélodie en octaves lentes et legato. 

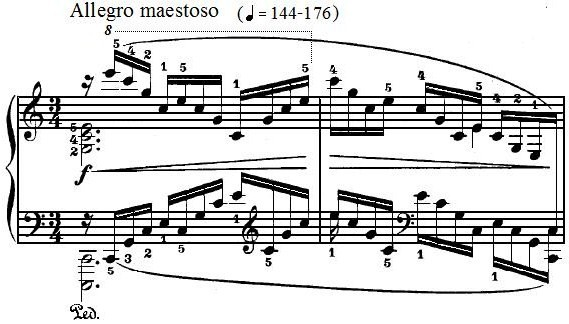
Première version de l'op. 10 n° 1 de Chopin par Godowsky, publ. 1899 (ouverture)

La principale difficulté technique de cette pièce est de jouer les arpèges ininterrompus de la main droite, y compris les changements de position rapides, en legato avec puissance et précision au tempo suggéré (noire = 176) sans forcer la main. L'élan du mouvement doit être transféré par la main extérieure et le cinquième doigt aux notes supérieures accentuées. Le pianiste français Alfred Cortot (1877-1962) affirme que la première difficulté à surmonter est «l'étirement et la fermeté dans le déplacement de la main sur presque toute la longueur du clavier ». Exercices introduits par Cortot, Gottfried Galston et Alfredo Casella traitent principalement de l'étirement et de l'anticipation des changements de position. Ferruccio Busoni, dans sa Klavierübung, présente un exercice pour deux mains en mouvement contraire, qui rappelle un peu celui de Leopold Godowsky. Le pianiste australien Alan Kogosowski (en) met en garde contre la mise à l'épreuve de la main droite par un étirement excessif constant. Pour éviter les tensions, la première note de la position «doit être lâchée comme une patate chaude » et la main «doit se déplacer rapidement et latéralement, sans s'étirer, de la première note à la note suivante et à la position suivante ».

## Paraphrases
Les 53 études de Leopold Godowsky sur les Études de Chopin comprennent deux versions. La première arrange les arpèges de doubles croches pour les deux mains en mouvement contraire et change la signature temporelle en 3/4. La deuxième version en ré♭ majeur donne deux voix à jouer entièrement à la main gauche seule. La signature temporelle est 2 × 4/4.
Friedrich Wührer inverse les mains dans son arrangement, en donnant les arpèges à la main gauche.